# Bentley Continental GTC
Bentley Continental GTC är en personbil med cabrioletkaross från den brittiska biltillverkaren Bentley. Modellen har tillverkats sedan år 2006 då den presenterades på NewYork:s bilsalong.

## Continental GTC
Continental GTC är en cabriolet-version av Continental GT. Den presenterades på Internationella Bilsalongen i New York 2006. Det mesta av tekniken, inklusive fyrhjulsdriften, delas med syskonmodellen Continental GT.
Motorn är en W12 från Volkswagen som även används av Audi. Motorn är försedd med dubbla KKK-turbo, till skillnad från Volkswagen och Audi som inte använder turbo. Topphastigheten är 312 km/h. Acceleration 0–100 km/h tar 5,1 sekunder.